# Сон літньої ночі (Мендельсон)
Сон літньої ночі (Ein Sommernachtstraum) — концертна увертюра (op.21), а також музика до однойменної комедії Шекспіра (op. 61) Фелікса Мендельсона.
Концертна увертюра була завершена 26 серпня 1826 року і вперше публічно виконана у лютому 1827 року в Щецині під орудою Карла Льове. Спочатку Мендельсон не збирався доповнювати увертюру іншими частинами. Однак у 1841 році король Фрідріх Вільгельм IV, який був у захваті від попередньої театральної музики Мендельсона, що прозвучала у новому палаці в Потсдамі — музики до драми «Антигона» Софокла, запропонував композиторові скласти більше творів подібного жанру. Незважаючи на зайнятість на посадах очільника оркестру Гевандхауса Лейпцига та директора Лейпцизької консерваторії, Мендельсон прийняв замовлення і протягом 1843 року дописав до увертюри ще 10 номерів, перетворивши її, таким чином, в сюїту. Перше виконання музики до комедії відбулося 14 жовтня 1843 у в Потсдамському палаці.

## Структура
Музика до комедії включає 11 частин, загальної тривалістю близько 40 хвилин:
1. «Увертюра» — Allegro do molto (близько 12 хвилин)
2. «Скерцо» — Allegro vivace (близько 5 хвилин)
3. «Марш ельфів» — Allegro vivace (близько 1,5 хвилини)
4. «Хор ельфів: Пятнисті змії» — Allegro ma non troppo (близько 4 хвилин)
5. «Інтермецо» — Allegro appassionato (близько 2 хвилин)
6. «Ноктюрн» — Con moto tranquillo (близько 6 хвилин)
7. «Весільний марш» — Allegro vivace (близько 4 хвилин)
8. "Пролог (близько 0,5 хвилин)
9. «Похоронний марш» — Andante comodo (близько 1 хвилини)
10. «Бергамаський танець» — Allegro di molto (близько 1,5 хвилини)
11. "Фінал: « Through this house give glimm'ring light» "" — Allegro di molto (близько 5 хвилин)